# مشت گره‌کرده

مشت قدرت

مشت گره‌کرده یا مشت افراشته نمادی است از همبستگی اجتماعی و پشتیبانی. همچنین به عنوان درود نظامی برای بیان یگانگی و یکپارچگی، قدرت و توان، دفاع و جنبش‌های مقاومت بکار گرفته می‌شود.
اولیور جیمز، روانشناس و نویسنده کتاب آفلوئنزا (مرض شکم‌سیری) می‌گوید که مشت افراشته از آن رو چنین نماد قدرتمندی است که در عین سادگی، همزمان معانی مقاومت، همبستگی، غرور و مبارزه‌جویی را در خود جای داده‌است. او می‌گوید: 
«این راهی است که شما نشان دهید آماده‌اید با بسیج توان خود به مقابله با قدرتی عظیم، مستحکم و پلید بروید. شما فردی هستید که با افراد دیگر برای ستیز با وضعیتی ظالمانه متحد شده‌اید».
البته که همه مشت‌های افراشته سیاسی نیستند، از نشان روح شمالی گرفته تا حرکت مشهور تیم هنمن تنیس‌باز به هنگام کسب پیروزی، یا نمایش مشت برافراشته لی هاروی اسوالد رو به عکاسان پس از ترور جان اف کندی یا مشت گره‌کرده ایلیچ رامیرز سانچز (مشهور به کارلوس شغال) در جایگاه متهم دادگاه.

## پیشینه

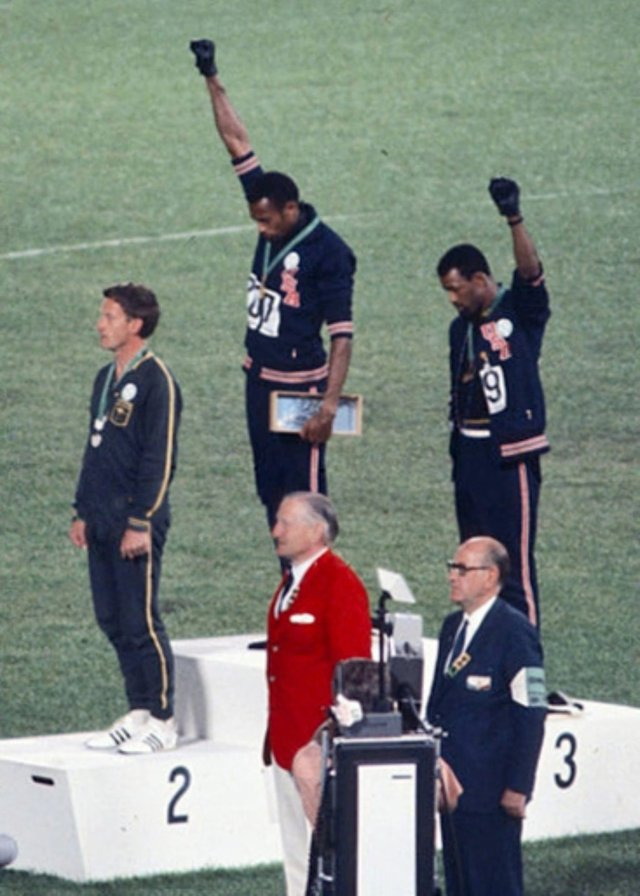
مشت اعتراضی تامی اسمیت و جان کارلوس، ورزشکاران آمریکایی در المپیک ۱۹۶۸

چنین درودی به عنوان نمادی از مبارزه‌جویی و همبستگی، پیشینه‌ای دراز دارد و بیشتر در پیوند با مبارزه‌های چپگرایان است تصویرسازی با مشت در تبلیغات نخستین سازمان‌های کارگری همچون تصویر مشهور تبلیغاتی سازمان کارگران صنعتی جهان (یک اتحادیه کارگری انقلابی آمریکایی) در سال ۱۹۱۷ دیده می‌شود.
در جریان جنگ داخلی اسپانیا میان سالهای ۱۹۳۶ تا ۱۹۳۹ نیروهای جبهه ضدفاشیست اسپانیایی این شیوه از درود را گستراندند و به همگان شناساندند. نیروهای جمهوری‌خواه اسپانیا که علیه ناسیونالیست‌های هوادار ژنرال فرانکو می‌جنگیدند از این درود استفاده می‌کردند. پس از این جنگ، چپگرایان و مخالفان فاشیسم در سراسر اروپا از درود آنان پیروی کردند. تا همین امروز هم مشتی گره کرده با گل سرخ نماد سوسیالیسم بین‌الملل است، سازمانی که حزب کارگر بریتانیا و احزابی دیگر نظیر حزب سوسیالیست فرانسه و اسپانیا به آن پیوسته‌اند. این درود به مرور به یکی از نمادهای گروه‌های رادیکال از جمله جنبش سیاهپوستان و جنبش‌های فمینیستی تبدیل شد. در دهه ۱۹۶۰ درود قدرت سیاه در میان شاخه‌های مبارز جنبش حقوق مدنی سیاهان، نظیر حزب پلنگ سیاه، شکل گرفت و در المپیک ۱۹۶۸ اوج جهانی شدن این مفهوم بود که در آن تامی اسمیت و جان کارلوس، ورزشکاران آمریکایی، در اعتراض به چگونگی رفتار با سیاهان در آمریکا، مشت‌های خود را بر سکوی افتخار برافراشتند.